# Dövas nordiska råd
Dövas nordiska råd (DNR) är ett partipolitiskt och religiöst obundet förbund med uppgift att arbeta, och medvetandegöra dövas språkliga och kulturella intressen i de nordiska länderna.  
Medlemmar i DNR är respektive nationella dövförbund i de nordiska länderna: Danmark, Island, Färöarna, Finland, Norge och Sverige. Från Sveriges sida är det Sveriges Dövas Riksförbund som är anslutet till DNR. Medlemsländerna turas om att åta sig ordförandeskapet i fyra år. Vart fjärde år ordnar man en kulturfestival och då byter man värdland.
En huvudfråga för rådet är att arbeta för nordiska dövas jämlikhet och delaktighet i samhället. Delaktigheten och jämlikheten förverkligas först när teckenspråket har en stark ställning i samhället, menar man. 
De olika nationella teckenspråken, som har använts i hundratals år i regionen, är en oersättlig del av den nordiska språkliga mångfalden.
Systerförbund är Dövas nordiska ungdomsråd, DNUR.